# チャールズ・エドワード・ホーン
チャールズ・エドワード・ホーン（Charles Edward Horn, 1786年6月21日 - 1849年10月21日）は、イギリスの作曲家、歌手。

## 生涯
ロンドンのセント・マーティン・イン・ザ・フィールズに生まれる。父は作曲家のチャールズ・フレデリック・ホーン、母はディアナ・デュポン（Diana Dupont）であり、ホーンは7人兄弟の一番上であった。彼は父から音楽の手ほどきを受けるとともに、1808年からはバースで歌手のヴェナンツィオ・ラウッツィーニからも簡単なレッスンを施されていた。ホーンは1809年6月26日にロンドンのライシーアム劇場で、コミックオペラ「Up All Night, or the Smuggler's Cave」の舞台に上がり、歌手としてデビューを果たした。彼は1814年にスティーヴン・ストレイスの「The Siege of Belgrade」でのSeraskier役が好評を得るなど、歌手としての活動を継続した。ウェーバーのオペラ「魔弾の射手」の英語版の公演ではカスパールを歌い、名声を確立している。
ホーンはステージデビュー直後から作曲を開始しており、無伴奏歌曲やオペラを書いていた。彼は1812年にオペラ「悪魔の婚礼 The Devil's Bridge」をなんとか作曲し、これは成功を収めた。まもなく彼は多作な舞台音楽の作曲家となり、大規模な劇作品中の歌曲は人気を獲得していく。1812年の「On the banks of Allan Water」から『Rich and Poor』、1823年の「I know a bank」から『The Merry Wives of Windsor』、1830年の「The deep, deep sea」から『Honest Frauds』、1826年の「熟したさくらんぼ」から『Paul Pry』などである。最後の作品はトーマス・アトウッドが自分の曲の盗作だと訴え、議論の的となった。しかしながら、裁判ではホーンは無罪とされた。ある報告書によると、彼は審理の助けとするため陪審員に対して自作曲とアトウッドの曲を自ら歌ってみせたという。
1827年、ホーンは航路ニューヨークへ渡り、アメリカデビューを成功させた。歌唱を披露するのに加えて、ストレイス、ウェーバー、モーツァルト、ロッシーニなどの舞台作品を上演した。ロンドンに数年の間一時帰国した後自作の「Honest Frauds」（1830年）の初演を監督し、また1831年から1832年にはオリンピック劇場の音楽監督を務めると、再びニューヨークへ戻った。ホーンはマンハッタンのパーク劇場の音楽監督に就任し、自作や他の作曲家の作品の編曲を上演、指揮した。彼のオラトリオ「The Remission of Sin」（1835年）は、アメリカで書かれた初めてのオラトリオかもしれない。1835年に病によって声を失ってからは、歌唱指導を行い始めた。2年後、商業協定に加入したホーンは、ブロードウェイに音楽商店を開業した。1842年にはニューヨーク・フィルハーモニック協会の設立に助力を行った。
1840年代に数年間イングランドを訪れた後、ホーンは1847年にアメリカへと戻ってボストンに居を構えた。この町で、彼はアメリカで2番目に古い音楽協会であるヘンデル・ハイドン協会の指揮者に選任された。ホーンは1849年10月21日にボストンにて没した。ちなみに彼は2回結婚を行っており、一人息子のチャールズはテノール歌手になった。